# WKBL 시즌 목록
WKBL 시즌 목록은 대한민국의 프로 농구 리그 한국여자프로농구(WKBL)가 현재까지 개최한 시즌의 이력을 나타낸 목록이다. 1998년 7월 28일 서울 중구 장충체육관에서 첫 시즌 한국여자프로농구 1998 여름리그가 개최되었다.  

## 개요
현재 6개 팀이 참가하고 있는 한국여자프로농구는 정규리그 동안 팀당 30경기(5경기*6라운드)를 치른다. 정규리그 1위팀과 4위팀, 2위팀과 3위팀 간의 각 승리팀이 챔피언 결정전을 통해 우승팀을 가리게 된다.
최다 정규리그 1위 팀은 아산 우리은행 우리WON로, 13번 정규리그에서 1위를 차지하였다. 최다 챔피언 결정전 우승팀도 아산 우리은행 우리WON으로, 12번 우승을 차지하였다. 이어서 인천 신한은행 에스버드는 8번 챔피언 결정전 우승을 차지하였다.
단일 시즌 최고 전적을 기록한 팀은 2016-17 시즌 아산 우리은행 위비인데, 33승 2패를 기록하며 .943의 승률을 기록하였다.

## 목록
| 시즌      | 정규리그 1위           | 전적         | 챔피언 결정전 우승     | 팀[ㄱ] | 경기[ㄴ] | 비고                                     | 참고 |
| --------- | ---------------------- | ------------ | ---------------------- | ------ | -------- | ---------------------------------------- | ---- |
| 1998 여름 | 삼성생명 페라이온      | 7-1 (.875)   | 삼성생명 페라이온      | 5      | 8        | 3전 2선승제 챔피언 결정전 시행           |      |
| 1999 겨울 | 춘천 한빛은행 한새     | 4-1 (.800)   | 광주 신세계 쿨캣       | 6      | 5        | 1개 초청팀 참가                          |      |
| 1999 여름 | 수원 삼성생명 페라이온 | 13-2 (.867)  | 수원 삼성생명 페라이온 | 8      | 15       | 3개 초청팀 참가                          |      |
| 2000 겨울 | 수원 삼성생명 페라이온 | 6-2 (.750)   | 수원 삼성생명 페라이온 | 5      | 8        |                                          |      |
| 2000 여름 | 광주 신세계 쿨캣       | 15-5 (.750)  | 광주 신세계 쿨캣       | 6      | 20       | 1개 신생팀 참가; 4강 플레이오프 시행[ㄷ] |      |
| 2001 겨울 | 광주 신세계 쿨캣       | 8-2 (.800)   | 수원 삼성생명 비추미   | 6      | 10       | 5전 3선승제 챔피언 결정전 시행           |      |
| 2001 여름 | 광주 신세계 쿨캣       | 19-6 (.760)  | 광주 신세계 쿨캣       | 6      | 25       |                                          |      |
| 2002 겨울 | 천안 KB 세이버스       | 16-9 (.640)  | 광주 신세계 쿨캣       | 6      | 25       |                                          |      |
| 2002 여름 | 수원 삼성생명 비추미   | 10-5 (.667)  | 청주 현대 하이페리온   | 6      | 15       |                                          |      |
| 2003 겨울 | 춘천 우리은행 한새     | 14-6 (.700)  | 춘천 우리은행 한새     | 6      | 20       |                                          |      |
| 2003 여름 | 수원 삼성생명 비추미   | 16-4 (.800)  | 춘천 우리은행 한새     | 6      | 20       |                                          |      |
| 2004 겨울 | 수원 삼성생명 비추미   | 14-6 (.700)  | 인천 금호생명 팰컨스   | 6      | 20       |                                          |      |
| 2005 겨울 | 춘천 우리은행 한새     | 13-7 (.650)  | 춘천 우리은행 한새     | 6      | 20       |                                          |      |
| 2005 여름 | 춘천 우리은행 한새     | 15-5 (.750)  | 안산 신한은행 에스버드 | 6      | 20       |                                          |      |
| 2006 겨울 | 춘천 우리은행 한새     | 15-5 (.750)  | 춘천 우리은행 한새     | 6      | 20       |                                          |      |
| 2006 여름 | 천안 KB 세이버스       | 10-5 (.667)  | 용인 삼성생명 비추미   | 6      | 15       |                                          |      |
| 2007 겨울 | 안산 신한은행 에스버드 | 17-3 (.850)  | 안산 신한은행 에스버드 | 6      | 20       |                                          |      |
| 2007-08   | 안산 신한은행 에스버드 | 29-6 (.829)  | 안산 신한은행 에스버드 | 6      | 35       | 단일 시즌제 시작                         |      |
| 2008-09   | 안산 신한은행 에스버드 | 37-3 (.925)  | 안산 신한은행 에스버드 | 6      | 40       |                                          |      |
| 2009-10   | 안산 신한은행 에스버드 | 30-10 (.750) | 안산 신한은행 에스버드 | 6      | 40       |                                          |      |
| 2010-11   | 안산 신한은행 에스버드 | 29-6 (.829)  | 안산 신한은행 에스버드 | 6      | 35       |                                          |      |
| 2011-12   | 안산 신한은행 에스버드 | 29-11 (.725) | 안산 신한은행 에스버드 | 6      | 40       |                                          |      |
| 2012-13   | 춘천 우리은행 한새     | 24-11 (.686) | 춘천 우리은행 한새     | 6      | 35       | 준플레이오프, 플레이오프 시행[ㄹ]        |      |
| 2013-14   | 춘천 우리은행 한새     | 25-10 (.714) | 춘천 우리은행 한새     | 6      | 35       | 준플레이오프 폐지[ㅁ]                    |      |
| 2014-15   | 춘천 우리은행 한새     | 28-7 (.800)  | 춘천 우리은행 한새     | 6      | 35       |                                          |      |
| 2015-16   | 춘천 우리은행 한새     | 28-7 (.800)  | 춘천 우리은행 한새     | 6      | 35       |                                          |      |
| 2016-17   | 아산 우리은행 위비     | 33-2 (.943)  | 아산 우리은행 위비     | 6      | 35       |                                          |      |
| 2017-18   | 아산 우리은행 위비     | 29-6 (.829)  | 아산 우리은행 위비     | 6      | 35       |                                          |      |
| 2018-19   | 청주 KB스타즈          | 28-7 (.800)  | 청주 KB스타즈          | 6      | 35       |                                          |      |
| 2019-20   | 아산 우리은행 위비     | 21-6 (.778)  | 빈칸                   | 6      | 27-28    | 정규리그 조기 종료 및 플레이오프 미개최  |      |
| 2020-21   | 아산 우리은행 위비     | 22-8 (.733)  | 용인 삼성생명 블루밍스 | 6      | 30       | 4강 플레이오프 시행[ㅂ]                  |      |
| 2021-22   | 청주 KB스타즈          | 25-5 (.833)  | 청주 KB스타즈          | 6      | 30       |                                          |      |
| 2022-23   | 아산 우리은행 우리WON  | 25-5 (.833)  | 아산 우리은행 우리WON  | 6      | 30       |                                          |      |
| 2023-24   | 청주 KB스타즈          | 27-3 (.900)  | 아산 우리은행 우리WON  | 6      | 30       |                                          |      |

## 비고
- ㄱ  정규리그에 참가하는 팀의 수.
- ㄴ  각 팀이 치르는 정규리그 경기 수.
- ㄷ  ㅂ  정규리그 1 · 4위 팀과 정규리그 2 · 3위 팀이 플레이오프를 실시.
- ㄹ  정규리그 3 · 4위 팀이 준플레이오프, 준플레이오프 승리팀과 정규리그 2위 팀이 플레이오프를 실시.
- ㅁ  정규리그 2 · 3위 팀이 플레이오프 실시.

## 참고
- WKBL.or.kr